# Craspedites
Craspedites (лат.) — вымерший род аммонитов из надсемейства Perisphinctoidea. Обитали с позднего юрского (титонский век) по ранний меловой (берриасский век) период. Ископаемые остатки Craspedites найдены в Канаде, Гренландии, Польше и России.

## Диагностика и распространение
Craspedites, описанный Алексеем Петровичем Павловым в 1892 году, характеризуется маленькой, гладкой, существенно закрученной раковиной диаметром до 5 см, с типичными для аммонитов швами. Спиральный отдел закруглённый, вентрально гладкий; пупок небольшой, обнажающий дорсальную часть внутренних спиралей. Главные шовные элементы — первичные седла и доли — дополняются мелкими вторичными.
Craspedites считался обитателем только титонского века (юрский период), пока в 2012 году А. Е. Игольников не описал новый вид C. sachsi из берриасского яруса (нижний мел) в России. Своё название вид получил в честь палеонтолога В. Н. Сачса.

## Виды
- C. canadensis Jeletzky, 1966
- C. ivanovi Gerasimov, 1960
- C. jugensis Prigorovsky, 1906
- C. kaschpuricus
- C. mosquensis Gerasimov, 1960
- C. nodiger Eichwald, 1868
- C. planus
- C. praeokensis Rogov, 2017
- C. pseudofragilis Gerasimov, 1960
- C. sachsi Igolnikov, 2012[3]
- C. shulginae Alifirov, 2009
- C. singularis
- C. taimyrensis
- C. transitionis Rogov, 2017
- C. unshensis